# Salah Abou Seif
Salah Abou Seif (en arabe : صلاح ابو سيف) est un réalisateur égyptien, né le 10 mai 1915 au Caire, ville où il est mort le 23 juin 1996. Il est considéré comme le père du cinéma réaliste égyptien.

## Biographie
Salah Abou Seif nait à Boulaq un quartier défavorisé au Caire. Employé dans une usine de textile, après des études de commerce, et passionné de cinéma il rencontre le réalisateur Niazi Mostafa venu tourner un documentaire à l'usine qui appartient aux Studios Misr (studios de cinéma appartenant à la banque Misr). Il devient son assistant réalisateur en 1934. Après avoir passé plusieurs années dans les salles de montage d'où sont sorties des œuvres importantes dont al-Azima (La volonté) de Kamal Salim, Il réalise en 1945, son premier long métrage, un remake du film américain La Valse dans l'ombre.
Il collabore à plusieurs reprises avec Naguib Mahfouz, notamment avec les tournages de Ton jour viendra (libre adaptation de Germinal), de Mort parmi les vivants et de Le Caire 30, tous deux adaptés de romans de Mahfouz. Il installe le réalisme dans ses films, précurseur de ce courant dans le monde arabe, en s'attachant aux contradictions de la classe moyenne, colonne vertébrale de la société égyptienne.

## Filmographie
- 1946 : Toujours dans mon cœur (ar) (Dayman fi Qalbi - دايماً في قلبي )
- 1947 : Le Vengeur (ar) (Al-Muntaqim - المنتقم )
- 1948 : Les Aventures de Antar et Abla (Mughamarat Antar wa Abla - مغامرات عنتر وعبلة )
- 1948 : La Rue du Polichinelle (ar) (Sharia al-Bahlawan - شارع البهلوان )
- 1950 : Le Faucon (ar) (Al-Sakr - الصقر ), coréalisé avec Giacomo Gentilomo
- 1951 : Ton jour viendra (ar) (Laka yom ya zalem - لك يوم يا ظالم )
- 1951 : L'amour est un tyran (ar) (Al-Hob Bahdala - الحب بهدلة)
- 1952 : Le Contremaître Hassan (ar) (al-Osta Hassan - الأسطى حسن )
- 1953 : Raya et Sekina (ar) (Raya wa Sekina - ريا وسكينة )
- 1954 : Le Monstre (Al-Wahshe - الوحش )
- 1956 : La Sangsue (Shabab emra'a - شباب إمرأة )
- 1957 : Le Costaud (ar) (El Fatawa - الفتوة )
- 1957 : Illusions d'amour (ar) (Al-Wessada al-Khalia - الوسادة الخالية )
- 1957 : Nuits sans sommeil (ar) (La Anam - لا أنام )
- 1958 : Voleur en vacances (ar) (Mugrem fi Agaza - مجرم في إجازة )
- 1958 : Impasse (ar) (Al-Tarik al-Masdoud - الطريق المسدود )
- 1958 : C'est ça l'amour (ar) (Haza Howa al-Hob - هذا هو الحب )
- 1959 : Je suis libre (ar) (Ana Horra - أنا حرة )
- 1960 : Entre le ciel et la terre (ar) (Bayn el samaa wa el ard -بين السماء والأرض)
- 1960 : L'Angoisse de l'amour (Lawet al-Hob - لوعة الحب )
- 1960 : Les Filles et l'Été (Al-Banat wa al-Saif - البنات والصيف )
- 1960 : Mort parmi les vivants (ar) (Bidaya wa nihaya - بداية ونهاية )
- 1961 : Le Soleil ne s'éteint pas (ar) (La Toutfe'e al-Shams - لا تطفىء الشمس )
- 1963 : Pas de temps pour l'amour (La Wakt lil Hob - لا وقت للحب )
- 1963 : Lettre d'une femme inconnue (Ressala Min Emraa Maghoula - ررسالة من إمرأة مجهولة )
- 1966 : Le Caire 30 (ar) (Al-Qahira thalatin - القاهرة 30 )
- 1967 : La Seconde Épouse (ar) (al Zawja al-thaniya -  الزوجة الثانية )
- 1969 : Le Procès 68 (Al-Qadia 68 - القضية 68 )
- 1969 : Les Trois Femmes (ar) (Thalath Nessaa - ثلاث نساء )
- 1969 : Un peu de souffrance (Shia min al Azab - شيء من العذاب )
- 1971 : L'Aube de l'islam (ar) (Fajr al-Islam - فجر الإسلام )
- 1973 : Les Bains Malatîli (ar) (Hammam al-Malatily - حمام الملاطيلي )
- 1975 : Le Menteur (Al-Kadab - الكداب )
- 1976 : Première année d'amour (Sana Oula Hob - سنة أولى حب )
- 1977 : Le Porteur d'eau est mort (ar) (al Saqqa mat - السقا مات )
- 1977 : Tombé dans la mer de miel (Sakatat fi Bahr al-Asal - سقطت في بحر العسل )
- 1978 : Le Criminel (ar) (Al-Mugrem - المجرم )
- 1982 : La Bataille d'El Kadissia (ar) (Al-Qadisiya - القادسية )
- 1988 : L'Empire de Satan (ar) ou Le Commencement (Al-Bidaya - البداية )
- 1991 : Le Citoyen Masri (al Muwaten Masry - المواطن مصري )
- 1994 : Monsieur K. (ar) (Al-Sayed Kaaf - السيد كاف )